# Rząd Boruta Pahora
Rząd Boruta Pahora – rząd Republiki Słowenii istniejący od 21 listopada 2008 do 10 lutego 2012.
Rząd powstał po wyborach parlamentarnych w 2008. Zastąpił gabinet Janeza Janšy. Popierała go koalicja, którą tworzyły partia Socjaldemokraci (SD), Liberalna Demokracja Słowenii (LDS), Zares i Demokratyczna Partia Emerytów Słowenii (DeSUS). W lipcu 2011 z funkcji odeszli przedstawiciele ugrupowania Zares, p.o. w tych resortach zostali inni dotychczasowi członkowie gabinetu. Przegrane głosowanie nad wotum zaufania doprowadziło do przedterminowych wyborów parlamentarnych w 2011, po których powołano drugi rząd Janeza Janšy.

## Skład rządu
- premier: Borut Pahor (SD)
- minister finansów: Franc Križanič (SD)
- minister spraw wewnętrznych: Katarina Kresal (LDS, do września 2011)
- minister spraw zagranicznych: Samuel Žbogar (SD)
- minister sprawiedliwości: Aleš Zalar (LDS)
- minister obrony: Ljubica Jelušič (SD)
- minister pracy, rodziny i spraw społecznych: Ivan Svetlik (DeSUS)
- minister gospodarki: Matej Lahovnik (Zares, do lipca 2010), Darja Radić (Zares, od lipca 2010 do lipca 2011)
- minister rolnictwa, leśnictwa i żywności: Milan Pogačnik (SD, do marca 2010), Dejan Židan (SD, od maja 2010)
- minister kultury: Majda Širca (Zares, do czerwca 2011)
- minister środowiska i zagospodarowania przestrzennego: Karl Erjavec (DeSUS, do lutego 2010), Roko Žarnić (DeSUS, od lutego 2010)
- minister transportu: Patrick Vlačič (SD)
- minister edukacji i sportu: Igor Lukšič (SD)
- minister zdrowia: Borut Miklavčič (SD, do kwietnia 2010), Dorijan Marušič (SD, od kwietnia 2010)
- minister administracji publicznej: Irma Pavlinič Krebs (Zares, do lipca 2011)
- minister szkolnictwa wyższego, nauki i technologii: Gregor Golobič (Zares, do lipca 2011)
- minister bez teki do spraw samorządów i polityki regionalnej: Zlata Ploštajner (DeSUS, do października 2009), Henrik Gjerkeš (DeSUS, od października 2009 do grudnia 2010), Duša Trobec Bučan (DeSUS, od stycznia do kwietnia 2011)
- minister bez teki do spraw europejskich i rozwoju: Mitja Gaspari (bezp.)
- minister bez teki do spraw diaspory: Boštjan Žekš (bezp.)